# Финтинеле (комуна, Прахова)
Финтинеле (рум. Fântânele) — комуна у повіті Прахова в Румунії. До складу комуни входять такі села (дані про населення за 2002 рік):
- Бозієнь (1 особа)
- Финтинеле (2276 осіб)

Комуна розташована на відстані 66 км на північ від Бухареста, 28 км на схід від Плоєшті, 137 км на захід від Галаца, 93 км на південний схід від Брашова.

## Населення
За даними перепису населення 2002 року у комуні проживали 4120 осіб.
Національний склад населення комуни:
| Національність | Кількість осіб | Відсоток |
| -------------- | -------------- | -------- |
| румуни         | 4118           | > 99,9%  |
| угорці         | 1              | < 0,1%   |

Рідною мовою назвали:
| Мова      | Кількість осіб | Відсоток |
| --------- | -------------- | -------- |
| румунська | 4118           | > 99,9%  |
| угорська  | 1              | < 0,1%   |

Склад населення комуни за віросповіданням:
| Релігія       | Кількість осіб | Відсоток |
| ------------- | -------------- | -------- |
| православні   | 4105           | 99,6%    |
| п'ятдесятники | 12             | 0,3%     |
| римо-католики | 2              | < 0,1%   |
| мусульмани    | 1              | < 0,1%   |

## Зовнішні посилання
- Дані про комуну Финтинеле на сайті Ghidul Primăriilor